# Сер (Румунія)
Сер (рум. Ser) — село у повіті Сату-Маре в Румунії. Входить до складу комуни Богданд.
Село розташоване на відстані 407 км на північний захід від Бухареста, 46 км на південь від Сату-Маре, 82 км на північний захід від Клуж-Напоки.

## Населення
За даними перепису населення 2002 року у селі проживали 815 осіб.
Національний склад населення села:
| Національність | Кількість осіб | Відсоток |
| -------------- | -------------- | -------- |
| угорці         | 781            | 95,8%    |
| румуни         | 29             | 3,6%     |
| цигани         | 5              | 0,6%     |

Рідною мовою назвали:
| Мова      | Кількість осіб | Відсоток |
| --------- | -------------- | -------- |
| угорська  | 783            | 96,1%    |
| румунська | 27             | 3,3%     |
| циганська | 5              | 0,6%     |